# پائولو سیمپیل
پائولو سیمپیل (انگلیسی: Paolo Cimpiel؛ زادهٔ ۱۲ ژوئن ۱۹۴۰) بازیکن فوتبال اهل ایتالیا است.
از باشگاه‌هایی که در آن بازی کرده‌است می‌توان به باشگاه فوتبال هلاس ورونا، باشگاه فوتبال تراپانی، باشگاه فوتبال بولونیا، باشگاه فوتبال برشا، باشگاه فوتبال دلفینو پسکارا، و باشگاه فوتبال چزنا اشاره کرد.